# Podgorje (gmina Bileća)
Podgorje (cyr. Подгорје) – wieś w Bośni i Hercegowinie, w Republice Serbskiej, w gminie Bileća. W 2013 roku liczyła 33 mieszkańców.